# Moneda alternativa
Una moneda alternativa o moneda privada es refereix a qualsevol moneda emprada com a alternativa a un sistema monetari nacional o multinacional. Les monedes alternatives són creades per persones, corporacions i organitzacions, o bé per governs nacionals, regionals o locals, podent fins i tot sorgir de manera natural quan un grup de persones adopten un determinat producte per ser emprat com a moneda. Les mútues de crèdit són una modalitat de moneda alternativa. Així, qualsevol forma de préstec efectuat fora del sistema bancari pot ser considerada també com una moneda alternativa.
Quan la moneda alternativa s'empra o es dissenya per operar al costat d'una moneda nacional o multinacional de caràcter fiduciari, aquesta es denomina moneda complementària. La major part de les monedes complementàries són també monedes locals, i el seu ús queda limitat a l'àmbit d'una regió determinada.
La barata o bescanvi és també una classe de moneda alternativa, però en realitat es tracta només d'un sistema d'intercanvi en el qual algun article és canviat sense la intervenció de cap moneda. Finalment, existeix una forma especial de barata, el sistema de canvi local, que intercanvia punts per articles, i on un punt equival a una hora treballada per cada treballador.
Sovint sorgeixen problemes amb el pagament d'impostos. Algunes monedes alternatives estan lliures d'impostos, però la majoria estan obligades a tributar igual que les monedes nacionals. No obstant això, no es permet al contribuent efectuar el pagament d'impostos amb moneda alternativa. Els règims tributaris i legals de les monedes alternatives varien de país a país. Els sistemes que són considerats legals en un país poden ser il·legals en un altre.

## Avantatges
Algunes monedes alternatives es devaluen ràpidament (en alemany es denominen Scwundgeld), fet que incrementa la circulació monetària. Durant el que es va conèixer com el Miracle de Wörgl es va demostrar que es podia produir una major despesa mitjançant la introducció d'una moneda local, el Freigeld. Les monedes locals tenen a part l'avantatge de no poder ser usades a l'estranger, amb la qual cosa la circulació dels diners és solament local, i això té efectes benefactors en aquest àmbit de l'economia.

## Desavantatges
Les monedes alternatives proposades com a moneda local no utilitzables a l'estranger tenen un ús limitat.
Segons el professor Nikolaus Läufer l'ús de monedes com el Freigeld pot accelerar l'activitat econòmica provisionalment. L'ús perllongat d'una moneda local ocasionarà finalment un declivi en l'activitat que conduirà a la desestabilització de l'economia. Això és degut al fet que els diners circulen més ràpidament a mesura que disminueix la quantitat en circulació, doncs les monedes com el Freigeld es poden devaluar ràpidament.